# Siergiej Bicajew
Siergiej Władimirowicz Bicajew (ros. Сергей Владимирович Бицаев, ur. 15 maja 1922 we wsi Christianowskoje, obecnie miasto Digora w Osetii Północnej, zm. 22 marca 1962 w Ordżonikidzem) – radziecki lotnik wojskowy, major, Bohater Związku Radzieckiego (1945).

## Życiorys
Urodził się w osetyjskiej rodzinie chłopskiej. W 1939 skończył niepełną szkołę średnią, później uczył się na rolniczym rabfaku (fakultecie robotniczym) w Digorze, jednocześnie do marca 1941 uczył się w aeroklubie w Ordżonikidzem. Od 1941 służył w Armii Czerwonej, w 1943 ukończył wojskową lotniczą szkołę pilotów w Krasnodarze i został skierowany na front wojny z Niemcami. W składzie 845 pułku lotnictwa myśliwskiego 269 Dywizji Piechoty 4 Armii Powietrznej walczył na Froncie Leningradzkim, Wołchowskim, 3 Nadbałtyckim i 2 Białoruskim jako dowódca klucza w stopniu porucznika, do maja 1945 wykonał 263 loty bojowe i brał udział w 84 walkach powietrznych, w których strącił osobiście 16 samolotów wroga. 24 czerwca 1945 brał udział w Paradzie Zwycięstwa na Placu Czerwonym w Moskwie, po wojnie nadal służył w lotnictwie, dowodził eskadrą szkolną w szkole wojskowej, wśród jego uczniów byli późniejsi kosmonauci, m.in. Walerij Bykowski. W 1960 został zwolniony do rezerwy w stopniu majora. Mieszkał w Kownie, później w Ordżonikidzem (obecnie Władykaukaz), gdzie zmarł. Jego imieniem nazwano ulicę w Digorze, gdzie postawiono jego pomnik.

## Odznaczenia
- Złota Gwiazda Bohatera Związku Radzieckiego (18 sierpnia 1945)
- Order Lenina
- Order Czerwonego Sztandaru (dwukrotnie)
- Order Wojny Ojczyźnianej I klasy
- Order Wojny Ojczyźnianej II klasy
- Order Czerwonej Gwiazdy

I medale.